# 密叶蛛毛苣苔
密叶蛛毛苣苔（学名：Paraboea velutina）为苦苣苔科蛛毛苣苔属下的一个种。

## 扩展阅读
- 維基物種上的相關：密叶蛛毛苣苔